# Michael Kranz

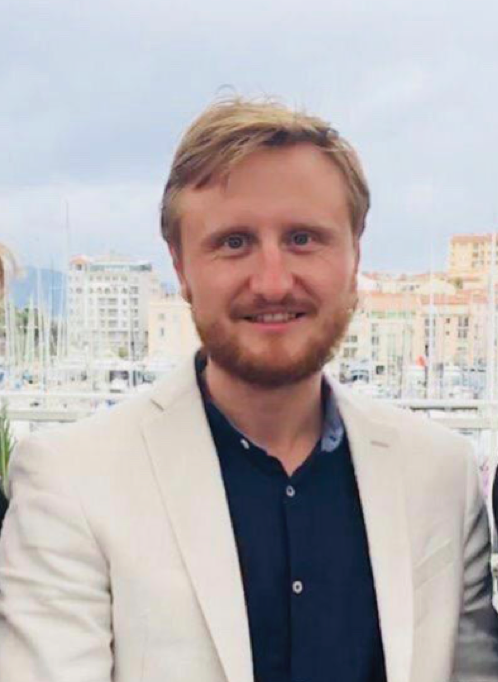
Michael Kranz (2019); Short Tiger Verleihung, Cannes

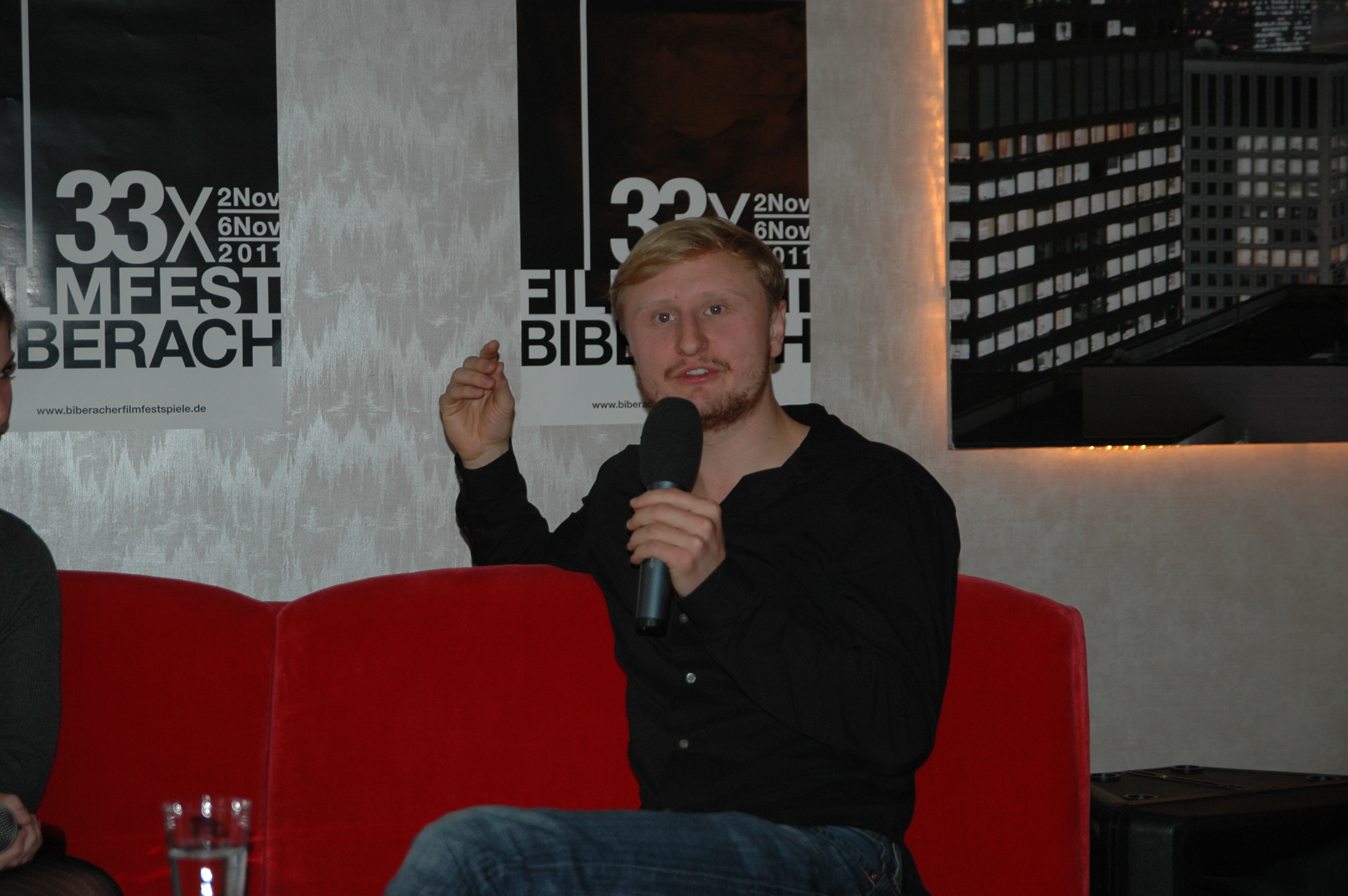
Michael Kranz bei den 33. Biberacher Filmfestspielen 2011

Michael Kranz (* 17. April 1983 in Ravensburg) ist ein deutscher Schauspieler und Regisseur.

## Leben
Da sein Vater Oberarzt einer Station im Zentrum für Psychiatrie Bad Schussenried war, wuchs er mit seinen drei Geschwistern in einer Dienstwohnung auf dem damaligen Klinikgelände auf. Er besuchte das Studienkolleg St. Johann Blönried, wo er durch das Schultheater mit dem Schauspiel in Kontakt kam und 2003 sein Abitur machte. Mit 17 Jahren lebte er ein Jahr im Pine Ridge Reservat der Oglala-Lakota in South Dakota, USA, wo er 2001 an der Red Cloud High School den amerikanischen Highschoolabschluss machte. 2003–2004 leistete Kranz seinen Zivildienst im Hospiz Stuttgart in der Sterbebegleitung.

## Schauspiel
Michael Kranz schloss 2008 an der Otto-Falckenberg-Schule in München seine Schauspielausbildung ab. Anschließend arbeitete er als freier Schauspieler unter anderem an den Münchner Kammerspielen. Bekannt wurde Kranz durch seine Auftritte in Film und Fernsehen. International war Kranz u. a. in dem Drama Das weiße Band – Eine deutsche Kindergeschichte (2009) von Michael Haneke, in Quentin Tarantinos Kriegsfilm Inglourious Basterds und in Steven Spielbergs Filmen Gefährten und Bridge of Spies – Der Unterhändler zu sehen. Seine Darstellung des Flo in Die Hummel von Sebastian Stern brachte ihm auf dem Filmfest München eine Nominierung als bester Nachwuchsschauspieler ein. 2017 übernahm Kranz in der Politsatire Hindafing eine durchgehende Rolle als Stadtpfarrer Kraus. Die Serie wurde 2018 mit dem österreichischen Filmpreis Romy ausgezeichnet. Im September 2020 startete die Eventserie Oktoberfest 1900 in der ARD, in der Kranz in der durchgehenden Rolle des intriganten Stadtrates Alfons Urban zu sehen ist. Die Serie wurde beim Deutschen Fernsehpreis 2021 als bester Mehrteiler ausgezeichnet. Michael Kranz wird als Schauspieler von Lutz Schmökel bei der Agentur Above the Line vertreten.
Michael Kranz ist Mitglied der Deutschen Filmakademie.

## Regie
Parallel zu seiner Schauspielarbeit studierte Kranz an der Hochschule für Fernsehen und Film München und schloss dort im März 2018 mit einem Diplom in Dokumentarfilm-Regie und Fernsehpublizistik ab. Michael Kranz’ Film der „Masterclass Werbung“ an der Hochschule für Fernsehen und Film München, der Social Spot MYborder's JOYfence, wurde mit zahlreichen Preisen (siehe Auszeichnungen) unter anderem dem First Steps Award und Spotlight Awards in Gold und Silber ausgezeichnet. Myborder's JOYfence bewirbt das fiktives Produkt „JOYfence“, eine Art Grenzzaun zum Mitnehmen. Der Kurzfilm wirbt für mehr Miteinander in der Gesellschaft und einen offenen gesellschaftlichen Dialog.
In seinem dokumentarisch-essayistischen Abschlussfilm WAS TUN setzt Kranz sich mit der Frage auseinander, wie er mit dem medial vermittelten Leid in der Welt umgehen soll. Im Film nimmt Kranz Bezug auf Michael Glawoggers Dokumentarfilm Whores’ Glory und macht sich auf die Suche nach einem Mädchen, das in Glawoggers Film zu sehen war. Diese Suche führt WAS TUN in das Zwangsprostitutionsmillieu in Bangladesch. Während der Dreharbeiten zu dem Film macht Kranz einen Spendenaufruf über Facebook. Mit dem gesammelten Geld wird zunächst ein Kinderheim und später zusätzlich ein Ausbildungsprojekt für ehemalige Zwangsprostituierte initiiert. Aus dem Engagement ging der Bondhu Förderverein Deutschland hervor, der sich gemeinsam mit der bangladeschischen NGO Shapla Mohila Sangstha für die Rechte der Frauen und Kinder in den Bordellen um Faridpur einsetzt.
WAS TUN wurde mit dem Bayerischen Filmpreis 2021 in der Kategorie Dokumentarfilm ausgezeichnet und gewann beim Deutschen Dokumentarfilmpreis 2021 den SWR-Publikumspreis und den Förderpreis des Hauses des Dokumentarfilms.

## Auszeichnungen

### Schauspiel
- 2019: „Best Actor“ bei den Hyperwave Awards (Spring Season) für sein Schauspiel in „Falter“[12]
- 2019: „Best Supporting Actor“ beim Queen Palms International Filmfestival, Palm Springs für sein Schauspiel in „Falter“[12]
- 2022: „Best Ensemble Cast“ beim Lonely Wolf: London International Filmfestival, London für sein Schauspiel in „Wer hat Angst vorm Schwarzen Mann?“.

### Regie
- 2018: First Steps Award in der Kategorie Werbung für Myborder's JOYfence[13]
- 2018: Porsche Award in Bronze für Myborder's JOYfence[14]
- 2018: Best Student Award, Oxford (UK) International Filmfestival OXIFF für Myborder's JOYfence[15]
- 2019: Short Tiger Award von der Filmförderungsanstalt und German Films für Myborder's JOYfence[16]
- 2019: Spotlight Student Award, Gold und Silber für Myborder's JOYfence[17]
- 2019: „Young Ones“ Award des Art Directors Club New York in Silber und Bronze für Myborder's JOYfence[18]
- 2019: Clio Award in Gold für Myborder's JOYfence[19]
- 2020: „Doku Biber“ – bester Dokumentarfilm bei den Biberacher Filmfestspielen für „Was tun“[20]
- 2021: Deutscher Dokumentarfilmpreis: Förderpreis Haus des Dokumentarfilms für „Was tun“[21]
- 2021: Deutscher Dokumentarfilmpreis: Publikumspreis[22]
- 2022: Bayerischer Filmpreis 2021 in der Kategorie Dokumentarfilm für „Was tun“

## Soziales Engagement
Michael Kranz ist Initiator des Bondhu Projektes Bangladesch, das aus den Dreharbeiten zu seinem Dokumentarfilm „Was tun“ hervorging. Das Bondhu Projekt bietet Bordellkindern in Faridpur ein sicheres Zuhause und schulische Bildung. Außerdem hilft es Mädchen, die aus der Zwangsprostitution befreit werden konnten, durch Ausbildungsprogramme bei der Wiedereingliederung in die Gesellschaft. Der Bondhu Förderverein Deutschland ist ein gemeinnütziger Verein und arbeitet mit der bengalischen Nichtregierungsorganisation „Shapla Mohila Sangstha“ zusammen.

## Filmografie (Auswahl)
Schauspieler
- 2008: Räuber Kneißl
- 2009: Dutschke
- 2009: Das weiße Band – Eine deutsche Kindergeschichte
- 2009: Inglourious Basterds
- 2009: Hanna und die Bankräuber
- 2010: Nanga Parbat
- 2010: Die letzten 30 Jahre
- 2010: Die Hummel
- 2010: Polizeiruf 110 – Die Lücke, die der Teufel lässt (Fernsehfilm)
- 2011: Tage, die bleiben
- 2011: Sommer der Gaukler
- 2011: Gefährten (War Horse)
- 2012: Anleitung zum Unglücklichsein
- 2012: Sams im Glück
- 2012: Rommel (Fernsehfilm)
- 2012: Wer hat Angst vorm Schwarzen Mann? (Kdo se boji črnega moža?/Who's Afraid of the Big Black Wolf?)
- 2013: Finsterworld
- 2013: Das Märchen von der Prinzessin, die unbedingt in einem Märchen vorkommen wollte
- 2013: Inside Wikileaks – Die fünfte Gewalt (The Fifth Estate)
- 2014: Hirngespinster
- 2015: Elser – Er hätte die Welt verändert
- 2015: Heidi
- 2015: Bridge of Spies – Der Unterhändler (Bridge of Spies)
- 2016: Die Büffel sind los! (Fernsehfilm)
- 2016: König Laurin
- 2016: Geschwister
- 2017: Die Toten vom Bodensee – Abgrundtief (Fernsehfilm)
- 2017: Onkel Wanja
- 2017: Hindafing (Fernsehserie, 6 Episoden)
- 2018: Ich liebe alles was ich an Dir hasse
- 2018: Tatort: Wir kriegen euch alle
- 2018: Das Wunder von Wörgl (Fernsehfilm)
- 2019: Der Club der singenden Metzger
- 2020: Oktoberfest 1900 (Fernsehserie)
- 2021: Tatort: Das ist unser Haus
- 2021: Hannes
- 2021: 12 Tage Sommer
- 2021: Totems
- 2022: Der junge Häuptling Winnetou
- 2022: Vienna Blood (Fernsehreihe)
- 2023: Rehragout-Rendezvous
- 2023: 37 Sekunden (Fernsehserie)
- 2023: Morin (Fernsehfilm)
- 2023: Die Augenzeugen (Fernsehserie)
- 2025: München Mord: Nix für Angsthasen (Fernsehreihe)
- 2025: SOKO Leipzig: Hasch mich (Fernsehserie)
- 2025: Oktoberfest 1905

Regie
- 2010: Am Ende der Wiese (Dokumentarfilm)
- 2018: MYborder's JOYfence (Social Spot)
- 2020: Was tun (Dokumentarfilm)